# 埃库克 (阿拉斯加州)
埃庫克（英語：Ekuk）是位於美國阿拉斯加州迪靈漢人口普查區的一個非建制地區。該地的面積和人口皆未知。

## 地理
埃庫克的座標為58°48′12″N 158°33′34″W / 58.80333°N 158.55944°W，而該地的平均海拔高度為5米（即16英尺）。